# La Feixa (Serradell)
La Feixa és un indret de camps de conreu, actualment parcialment abandonats, del terme municipal de Conca de Dalt, a l'antic terme de Toralla i Serradell, al Pallars Jussà, en territori que havia estat del poble de Serradell.
Estan situats a llevant de Serradell, a prop del poble i al sud-est del cementiri del poble. És a la dreta de la llau de la Font, al sud de la partida d'Hortals, al nord de Salers, a llevant de Terrancolom i a ponent de la Borda.